# Marco Fincato
Marco Fincato (Padova, 6 oktober 1970) is een voormalig Italiaans wielrenner die van 1996 tot 2003 actief was als beroepsrenner. In 1996 werd hij Italiaans kampioen tijdrijden.
Fincato reed voor onder meer Mercatone Uno en Fassa Bortolo. Na zijn carrière als wielrenner werd hij ploegleider bij een kleinere Italiaanse mountainbike-ploeg.

## Belangrijkste overwinningen
1995
Eindklassement Giro della Regione Friuli Venezia Giulia
Trofeo Città di San Vendemiano
1e, 5e en 9e etappe Girobio
1996
 Italiaans kampioen tijdrijden, Elite
1e etappe Trofeo dello Scalatore
Eindklassement Trofeo dello Scalatore
Memorial Gastone Nencini
Firenze-Pistoia
2000
7e etappe Ronde van Zwitserland

## Resultaten in voornaamste wedstrijden
| Jaar | Ronde van Italië | Ronde van Frankrijk | Ronde van Spanje |
| ---- | ---------------- | ------------------- | ---------------- |
| 1996 |                  | 30e                 |                  |
| 1997 | 46e              | opgave              |                  |
| 1998 |                  |                     |                  |
| 1999 |                  | 53e                 |                  |
| 2000 | 21e              |                     |                  |

| Jaar | Milaan-San Remo | Ronde van Lombardije | Clásica San Sebastián |
| ---- | --------------- | -------------------- | --------------------- |
| 1996 |                 | 36e                  | 5e                    |
| 1997 |                 |                      |                       |
| 1998 | 147e            |                      |                       |
| 1999 | 106e            |                      | 14e                   |
| 2000 |                 |                      |                       |

## Ploegen
- 1996 –  Roslotto-ZG Mobili
- 1997 –  Roslotto-ZG Mobili
- 1998 –  Mercatone Uno-Bianchi
- 1999 –  Mercatone Uno-Bianchi
- 2000 –  Fassa Bortolo
- 2001 –  Fassa Bortolo
- 2002 –  Mercatone Uno